# Gle U
Gle U är en kulle i Indonesien.   Den ligger i provinsen Aceh, i den västra delen av landet, 1 800 km nordväst om huvudstaden Jakarta. Toppen på Gle U är 36 meter över havet.
Terrängen runt Gle U är platt västerut, men åt nordost är den kuperad. Havet är nära Gle U åt sydväst.Runt Gle U är det ganska tätbefolkat, med 58 invånare per kvadratkilometer. I omgivningarna runt Gle U växer i huvudsak städsegrön lövskog.